# Waterfall, England
Waterfall är en by i civil parish Waterhouses, i distriktet Staffordshire Moorlands, i grevskapet Staffordshire i England. Byn är belägen 18 km från Uttoxeter. Waterfall var en civil parish fram till 1934 när blev den en del av Waterhouses. Civil parish hade 433 invånare år 1931.